# Independente de São Torquato
O Grêmio Recreativo Escola de Samba Independentes de São Torquato é uma escola de samba do município de Vila Velha, que participa do carnaval da cidade de Vitória.

## História
Surgiu do antigo bloco Caveira, fundado no início dos anos 50. Mas como escola de samba foi criada no ano de 1974 após ter sido campeã dos concursos oficiais de blocos de Vitória e Vila Velha. Quando conquistou o primeiro campeonato, em 1981, não parou e conseguiu um tricampeonato (1981, 1982, 1983)

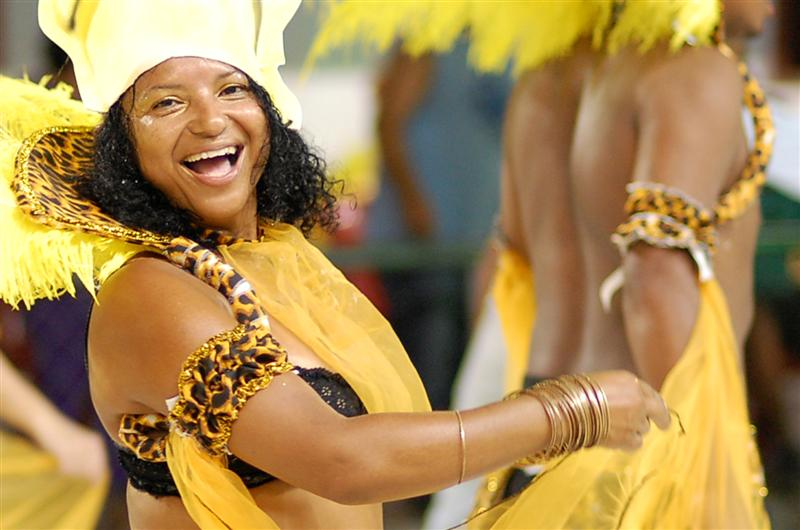
Participante do desfile pela escola Independentes de São Torquato - 2009

Em 2012, desenvolveu um enredo em homenagem à carnavalesca carioca Rosa Magalhães, obtendo o quarto lugar.
No ano seguinte, com o enredo Onde está o ouro? Pegue o mapa da mina e encontre o seu tesouro, do carnavalesco João Vítor Araújo, que em 2014 e o carnavalesco da Viradouro. terminou entre as escolas que formam o Grupo Especial-B. na sua estreia no novo grupo, falará sobre as 11 cidades que formam a região do Caparaó.

## Segmentos

### Presidentes
| Nome                              | Mandato  | Ref.        |
| --------------------------------- | -------- | ----------- |
| José Carlos Pimentel "Zé de Nonô" | 2013 - ? | [ 7 ]       |
| Jonas Schneider                   | 2017-    | [ 8 ] [ 9 ] |
| Jonas Schneider                   | 2018     |             |
| Jonas Schneider                   | 2019     |             |
| Jonas Schneider                   | 2020     |             |

### Diretores
| Ano       | Diretor de Carnaval              | Diretor geral de harmonia  | Mestre de bateria         | Ref.   |
| --------- | -------------------------------- | -------------------------- | ------------------------- | ------ |
| 2014      | José Carlos Pimentel             | Devaldo Batista "Mancha"   | Renato                    |        |
| 2016      | Nérias Meireles                  | Devaldo Batista "Mancha"   | Mestre Genivaldo Monteiro | [ 10 ] |
| 2017-2018 | Comissão de carnaval             | Orlaine Junia de Sá Santos | Mestre Genivaldo Monteiro |        |
| 2019      | Daniela Torres da Silva          | Orlaine Junia de Sá Santos | Mestre Renaldo            |        |
| 2020      | Daniela Torres da Silva          | Orlaine Junia de Sá Santos | Renatinho                 |        |
| 2021-2022 | Glaucia Hoffmam e Jonas Scheider | Orlaine Junia de Sá Santos | Renatinho e Genivaldo     |        |
| 2023-2024 | Daniela Torres da Silva          | Orlaine Junia de Sá Santos | Mestre Genivaldo          |        |

### Coreógrafo
| Período | Nome            | Referência |
| ------- | --------------- | ---------- |
| 2015    | Djavan Ferreira |            |
| 2016-   | Kleyson Ventura |            |
| 2018    | Kleyson Ventura |            |
| 2019    | Giovani Carlos  |            |
| 2020    | Giovani Carlos  |            |
| 2021    | Equipe de dança |            |
| 2022    | Equipe de dança |            |
| 2023    | Samuel Martins  |            |

### Casal de Mestre-sala e Porta-bandeira
| Período   | Nome                          | Ref.        |
| --------- | ----------------------------- | ----------- |
| 2014      | Yuri e Naninha                | [ 7 ]       |
| 2015      | Kira e Renatinha              | [ 11 ]      |
| 2016      | Luzimar e Renatinha           |             |
| 2017-2018 | Vinicius e Julia              | [ 8 ] [ 9 ] |
| 2019      | Tony Silvaneto e Renata Costa |             |
| 2020      | Tony Silvaneto e Renata Costa |             |
| 2022      | Yuri e Naninha                |             |
| 2023      | Yuri e Naninha                |             |

### Corte da bateria
| Período     | Rainha             | Madrinha        | Rei         |
| ----------- | ------------------ | --------------- | ----------- |
| 2013        | Verônica Grobenski | -               | -           |
| 2014        | Éricka Corteletti  | -               | -           |
| 2015        | Vera Xavier        | -               | -           |
| 2016        | Rose Oliveira      | Kayra Xavier    | -           |
| 2017        | Kayra Xavier       | -               | -           |
| 2018        | Brysa Sousa        | -               | -           |
| 2019        | Marly de Carvalho  | Mariana Barbosa | Max Brandão |
| 2020        | Keyciane Rodnitzky | Mariana Barbosa | Max Brandão |
| 2021 - 2022 | Éricka Corteletti  | -               | Max Brandão |
| 2023        | Keyciane Rodnitzky | -               | Max Brandão |
| 2024        | Keyciane Rodnitzky | Annelise Gama   | -           |
| 2025        | Keyciane Rodnitzky | Annelise Gama   | -           |
| 2026        | -                  | -               | -           |

## Carnavais
| Ano | Colocação | Grupo | Enredo | Carnavalesco | Intérprete | Ref.                 |
| --- | --- | --- | --- | --- | --- | -------------------- |
| 1975 | 4º lugar | Grupo Especial | Exaltação a Pedro Nolasco | | Alvimar Guimarães (detefon)                                                                                            |                      |
| 1976 | 6º lugar | Grupo Especial | Folguedos do folclore capixaba | | Alvimar Guimarães (detefon)                                                                                            |                      |
| 1977 | 5º lugar | Grupo Especial | Samba, sinfonia de uma raça | | Alvimar Guimarães (detefon)                                                                                            |                      |
| 1978 | 5º lugar | Grupo Especial | Pernambuco: do frevo ao maracatu | | Alvimar Guimarães (detefon)                                                                                            |                      |
| 1979 | Vice-campeã | Grupo Especial | Exaltação aos signos do zodíaco | | Alvimar Guimarães (detefon)                                                                                            |                      |
| 1980 | 4º lugar | Grupo Especial | Mitos e lendas da Amazônia | | Alvimar Guimarães (detefon)                                                                                            |                      |
| 1981 | Campeã (Junto com Mocidade da praia)                                                                                   | Grupo Especial | Festas e Folguedos Populares do Brasil | | Alvimar Guimarães (detefon)                                                                                            | [ 12 ] [ 13 ]        |
| 1982 | Campeã | Grupo Especial | Liberdade, Liberdade Brasil | | Alvimar Guimarães (detefon)                                                                                            | [ 12 ] [ 13 ] [ 14 ] |
| 1983 | Campeã | Grupo Especial | Brasil, Terra da Gente | | Alvimar Guimarães (detefon)                                                                                            | [ 12 ] [ 13 ]        |
| 1984 | 3º lugar | Grupo Especial | Do navio negreiro aos aplausos na avenida Compositores: Carlos Alberto Nascimento | | Alvimar Guimarães (detefon)                                                                                            | [ 15 ]               |
| 1985 | 3º lugar | Grupo Especial | Exaltação aos sete poderes e às sete forças Compositores: Toninho Cavaco e Deveraldo Batista | | Alvimar Guimarães (detefon)                                                                                            | [ 15 ]               |
| 1986 | 4º lugar | Grupo Especial | Viagem feérica ao templo do bruxo do samba Compositores: Cleidir & Loloca | | Alvimar Guimarães (detefon)                                                                                            | [ 15 ]               |
| 1987 | 4º lugar | Grupo Especial | Ode palaciana aos olhos azuis do poeta Compositores: Evandro Bellumat, Penha pin & Davi da vila | | Alvimar Guimarães (detefon)                                                                                            | [ 15 ]               |
| 1988 | 3º lugar | Grupo Especial | São Torquato em Quimera, uma Utopia Capixaba Compositores: Attilio Juffo | | Alvimar Guimarães (detefon)                                                                                            | [ 15 ]               |
| 1989 | 10º lugar | Grupo Especial | Cantos, contos e desencantos... ironias do destino Compositores: Attilio Juffo e Zé Virginio | | Alvimar Guimarães (detefon)                                                                                            | [ 15 ]               |
| 1990 | 4º lugar | Grupo Especial | Prato feito rebuscado à brasileira Compositores: Attilio Juffo e Ismael Rosa | | Alvimar Guimarães (detefon)                                                                                            | [ 15 ]               |
| 1991 | Campeã | Grupo Especial | Sinfonia de um Espectro Compositores: Paulinho Mocidade e Jurandir Nascimento | | Alvimar Guimarães (detefon)                                                                                            | [ 12 ] [ 13 ]        |
| 1992 | Campeã | Grupo Especial | A hora e a vez na terra do descaso | | Alvimar Guimarães (detefon)                                                                                            | [ 12 ] [ 13 ]        |
| De 1993 a 1997 não houve desfiles                                                                                      | | | | | |                      |
| De 1998 a 2004 a agremiação não desfilou                                                                               | | | | | |                      |
| 2005 | Desfile Não Competitivo                                                                                                | Grupo Especial | Respeitável público, sua majestade o G.R.E.S.I.S.T. no Carnaval Compositores: Cleidir e Diego | Sury de Souza | Lambari e Alvimar Guimarães (detefon)                                                                                  |                      |
| 2006 | 6º lugar | Acesso A | Do cio da terra nasce o trigo. A semente da civilização Compositor: Bernardo opção | Sury de Souza | Lambari e Alvimar Guimarães (detefon)                                                                                  |                      |
| 2007 | Vice-campeã | Acesso A | Vila Velha, nossa terra. O pulsar do Espírito Santo Compositores: Betinho e Bernardo | Sury de Souza | Pipo Pichule |                      |
| 2008 | 3º lugar | Acesso A | As guerreiras negras compositor: Betinho nascimento. | Sury de Souza | Pipo Pichule e Alvimar Guimarães (detefon)                                                                             |                      |
| 2009 | 7º lugar | Grupo Especial | Rio Doce: Deleite de uma Princesa Compositores: Ewerton Fernandes, Leo Pereira e kell do Cavaco.                                                                                                   | Sury de Souza | Pipo pichule |                      |
| 2010 | 7º lugar | Grupo Especial | Na fanfarra ou na folia meu prazer é você rir, no balanço deste trem vou brincando até Muqui Compositores: Júlio Nadega e Marlon Stefanini                                                         | Sury de Souza | Pipo pichule |                      |
| 2011 | 6º lugar | Grupo Especial | Quimeras (Reedição de 1988) Compositores:Attilio Juffo e Zinho. | Rafael Conder | Pipo pichule e Alvimar Guimarães (defefon)                                                                             |                      |
| 2012 | 4º lugar | Grupo Especial | Simplesmente Rosa Compositores: Leley do Cavaco, Renilson Rodrigues e Gustavo Fernando. | Galileu Santos | Ricardinho de Oliveira e Alvimar guimarães (detefon)                                                                   |                      |
| 2013 | 6º lugar | Grupo Especial | Onde está o ouro? Pegue o mapa da mina e encontre o seu tesouro Compositores: Leley do Cavaco, Renilson Rodrigues e Gustavo Fernando.                                                              | João Vitor Araújo | Ricardinho de Oliveira                                                                                                 |                      |
| 2014 | 3º lugar | Grupo Especial | Onze portais sagrados, divina morada da alegria, Caparaó Capixaba em São Torquato é essência da nossa energia Compositores:Leley, Renilson Rodrigues e Gustavo Fernando                            | Rafael Condé | Ricardinho de Oliveira                                                                                                 | [ 7 ] [ 2 ]          |
| 2015 | Vice-campeã | Grupo Especial | Liberdade! Um grito que ecoa de norte a sul deste país. África aqui se fez raiz Compositores: Felipe Viana, João Machado e Marcinho Diola                                                          | Alexandre Martins cosotti                                                                                              | Marcinho Diola |                      |
| 2016 | 3º lugar | Acesso A | Folclore brasileiro Compositores: Felipe Viana, João Machado e Marcinho Diola | Jeferson Lima | Marcinho Diola |                      |
| 2017 | 6º lugar | Acesso A | Na busca pela sabedoria meu caminho é independente Compositores: Roberth Melodia, Fernando Britto, Wagner mariano e J.P.                                                                           | Osvaldo Garcia | Fernando Britto | [ 8 ]                |
| 2018 | 4º lugar | Acesso A | Mulher Independente, Capitoa a Comandar. Luiza Grinalda, a Independentes vai Cantar | Comissão de Carnaval                                                                                                   | Breno Almeida | [ 9 ]                |
| 2019 | Campeã | Acesso A | O bar e o sonho. Terra de todas as gentes. Deixa quem quiser falar, a Independentes vai cantar! Compositores: Tuninho Azevedo, Almir Cruz, Almeida Júnior, Gean Brito, Girão e Beto Azevedo.       | Edmilson Gualdino | Thor, O Trovão da Avenida.                                                                                             |                      |
| 2020 | 7º lugar | Grupo Especial | O portal das ilusões. Compositores: Tuninho Azevedo, Almir Cruz, Almeida Júnior, Gean Brito, Girão e Beto Azevedo.                                                                                 | Edmilson Gualdino | Ricardinho de Oliveira                                                                                                 |                      |
| Inicialmente adiados para o mês de julho, os desfiles do Carnaval 2021 foram cancelados devido a pandemia de Covid-19. | Inicialmente adiados para o mês de julho, os desfiles do Carnaval 2021 foram cancelados devido a pandemia de Covid-19. | Inicialmente adiados para o mês de julho, os desfiles do Carnaval 2021 foram cancelados devido a pandemia de Covid-19. | Inicialmente adiados para o mês de julho, os desfiles do Carnaval 2021 foram cancelados devido a pandemia de Covid-19.                                                                             | Inicialmente adiados para o mês de julho, os desfiles do Carnaval 2021 foram cancelados devido a pandemia de Covid-19. | Inicialmente adiados para o mês de julho, os desfiles do Carnaval 2021 foram cancelados devido a pandemia de Covid-19. | [ 16 ]               |
| 2022 | 5° lugar | Acesso A | Misteriosa Atlântida: Lenda ou Realidade? Compositores: Roberth Melodia, Vinícius Moraes, Riquinho, Douglas Jacaré, Alex do Cavaco, Rafael Nutella, Alexandre Araújo, Rodrigo Gauz e Rafael Mikaiá | Comissão de Carnaval                                                                                                   | Vinicius Moraes |                      |
| 2023 | Vice-campeã | Acesso A | Madalena - Muito mais que um bem-querer Compositores: Roberth Melodia, Jotape, Vinícius Moraes, Ariel Do Cavaco, João Vidal, Alex do Cavaco Wagner mariano                                         | Edmilson Galdino e Marcelo Braga                                                                                       | Vinicius Moraes |                      |
| 2024 | 4º lugar | Acesso A | De Salvador ecoa o canto de alegria e a festa na capital da Bahia Compositor: Oziene Furttado | Oziene Furttado | Diego Nascimento e Vlad AKS                                                                                            |                      |
| 2025 | 7° lugar | Acesso A | Tenta a sorte! Só ganha quem se arrisca a jogar Compositores: Dudu Martins, Dimy de Oliveira, Dilsinho, Guilherme Vieira, Vinícius Carvalho e Magrinho                                             | Maycon Souza e Robson Lima                                                                                             | Diego Nascimento e Vlad AKS                                                                                            |                      |
| 2026 | | Serie Ouro (segunda divisão)                                                                                           | Ewé ossain, Plantas Que Curam o Corpo e Alma | Oziene Furttado | Diego Nascimento |                      |

## Títulos
| Títulos da Independente de São Torquato | Títulos da Independente de São Torquato | Títulos da Independente de São Torquato | Títulos da Independente de São Torquato | Títulos da Independente de São Torquato |
| Divisão                                 | Divisão                                 | Títulos                                 | Carnavais                               | Referências                             |
| --------------------------------------- | --------------------------------------- | --------------------------------------- | --------------------------------------- | --------------------------------------- |
|                                         | Primeira Divisão                        | 5                                       | 1981, 1982, 1983, 1991 e 1992.          |                                         |
|                                         | Segunda Divisão                         | 1                                       | 2019.                                   |                                         |